# Vecoplan
Die Vecoplan AG ist ein deutsches Unternehmen für Maschinen und Anlagen der Ressourcen- und Recyclingwirtschaft zur Zerkleinerung, Förderung und Aufbereitung von Holz, Biomasse,  Kunststoffen, Papier,  Wertstoffen sowie von  Haus- und Gewerbeabfällen mit Sitz in Bad Marienberg. Die Systeme und Komponenten werden von Vecoplan entwickelt, produziert und weltweit in den Segmenten Holzaufbereitung und Reststoffaufbereitung vertrieben.
Die Tochtergesellschaft Vecoplan LLC nahm im Jahr 2000 den Geschäftsbetrieb für den nordamerikanischen Markt auf.
An Produktions- und Vertriebsstandorten in Deutschland, Österreich, Italien, Polen, Spanien, Großbritannien, Frankreich, und den USA arbeiten 2023 etwa 526 Mitarbeiter.
Im Geschäftsjahr 2023 wurde ein Umsatz von 177,8 Millionen Euro erwirtschaftet. Das Unternehmen befindet sich zu 100 % im Besitz der M.A.X. Automation SE, Düsseldorf. Die Vecoplan AG ist unter anderem Mitglied im Verband Deutscher Maschinen- und Anlagenbau (VDMA)  sowie im Bundesverband der Deutschen Entsorgungswirtschaft (BDE).